# Edward Eagan
Edward Patrick Francis Eagan (ur. 26 kwietnia 1898 w Denver w stanie Kolorado, zm. 14 czerwca 1967 w Rye w stanie Nowy Jork) – amerykański sportowiec, który jako jedyny do tej pory zdobył złote medale na letnich i zimowych igrzyskach olimpijskich w różnych dyscyplinach (medale na obu rodzajach olimpiad zdobyli, poza Eaganem, tylko Jacob Tullin Thams z Norwegii, Christa Rothenburger z NRD i Clara Hughes z Kanady).
Urodził się w ubogiej rodzinie. Studiował prawo na Uniwersytecie Yale, a następnie na Uniwersytecie Oksfordzkim.
Trzykrotnie startował w igrzyskach olimpijskich. Na letnich igrzyskach olimpijskich w 1920 w Antwerpii startował w boksie w wadze półciężkiej (do 79,378 kg) i zdobył w tej konkurencji złoty medal, zwyciężając w finale Sverre Sørsdala z Norwegii. Na letnich igrzyskach olimpijskich w 1924 w Paryżu wystąpił w wadze ciężkiej. Po zaciętym pojedynku przegrał swą pierwszą walkę z Brytyjczykiem Arthurem Cliftonem, który miał tak porozbijane ręce po walce, że nie był w stanie stoczyć następnej.
Eagan zdobył również amatorskie mistrzostwo Stanów Zjednoczonych w boksie w 1919 w wadze ciężkiej, a także mistrzostwo Wielkiej Brytanii (ABA) w 1923.
Na zimowych igrzyskach olimpijskich w 1932 w Lake Placid Eagan wystąpił w czwórce bobslejowej, którą prowadził Billy Fiske i zdobył wraz z nią złoty medal. Został w ten sposób jedynym do tej pory mistrzem zarówno letnich, jak i zimowych igrzysk.
Eagan został przyjęty do palestry amerykańskiej w 1932 i praktykował jako prawnik. Podczas II wojny światowej walczył w stopniu pułkownika.